# West Mineral (Kansas)
West Mineral é uma cidade localizada no estado americano de Kansas, no Condado de Cherokee.

## Demografia
Segundo o censo americano de 2000, a sua população era de 243 habitantes.
Em 2006, foi estimada uma população de 232, um decréscimo de 11 (-4.5%).

## Geografia
De acordo com o United States Census Bureau tem uma área de
0,9 km², dos quais 0,9 km² cobertos por terra e 0,0 km² cobertos por água. West Mineral localiza-se a aproximadamente 266 m acima do nível do mar.

## Localidades na vizinhança
O diagrama seguinte representa as localidades num raio de 16 km ao redor de West Mineral.